# フランス7月革命
フランス7月革命（フランスしちがつかくめい、仏: La Révolution de Juillet）は、1830年7月27日から29日にフランスで起こった市民革命。この三日間は栄光の三日間（仏: Trois Glorieuses）と呼ばれている。これにより1815年の王政復古で復活したブルボン朝は再び打倒された。ウィーン体制により構築された正統主義は部分的に崩壊し、ブルジョワジーの推すルイ・フィリップが王位に就いた。その影響はヨーロッパ各地に波及し、ウィーン体制を揺るがせた。

## 経緯
1815年の王政復古により王位に就いたルイ18世は、フランス革命による成果を全く無視して、時代錯誤もはなはだしい反動的な政治を行った。この復古王政による政権は、アンシャン・レジームよろしく貴族や聖職者を優遇する政策をとり、市民たるブルジョワジーの不満は当然高まることになった。フランスはあたかも革命以前の状態に逆行してしまったようであった。

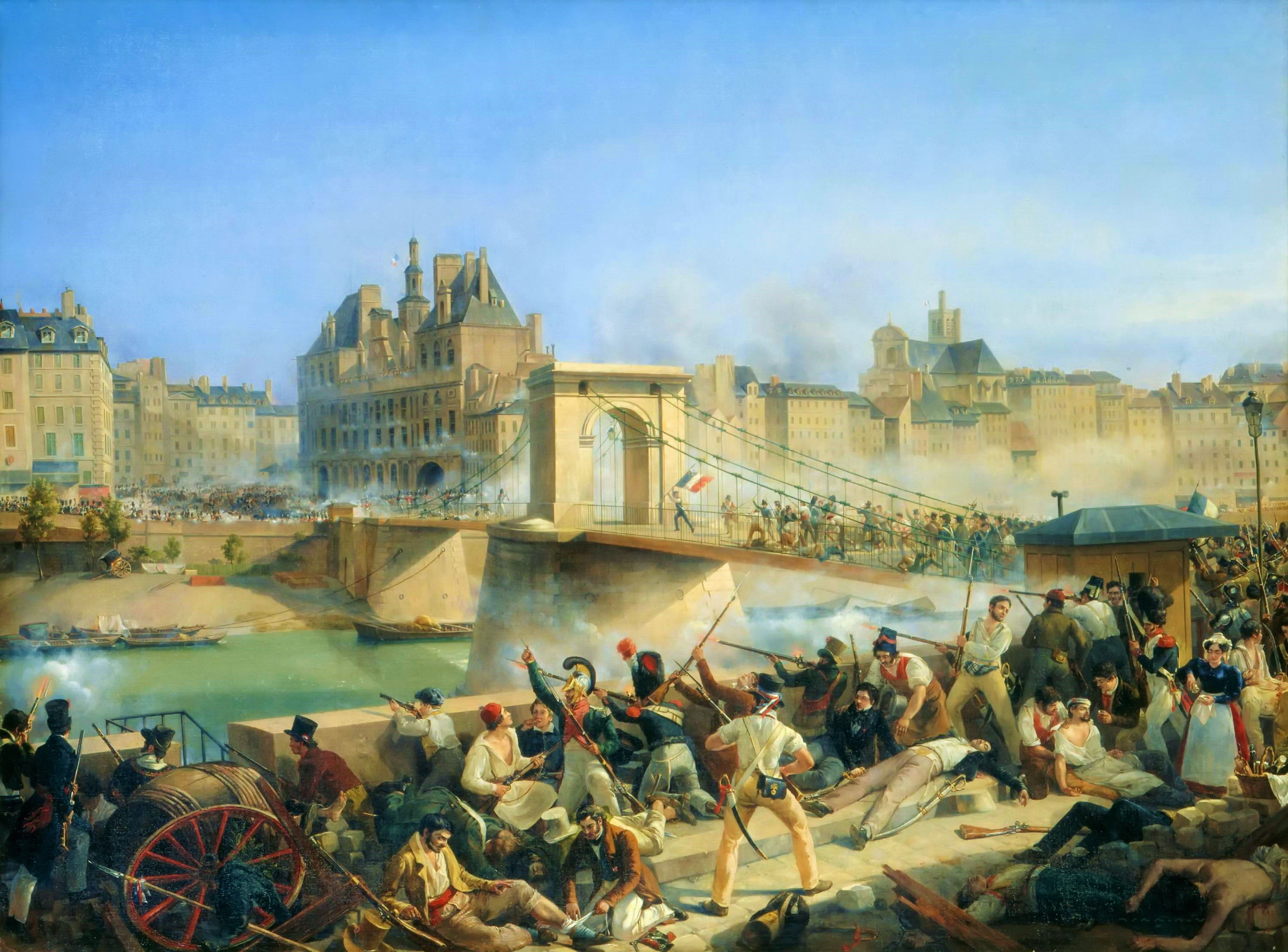
市街戦, 市庁舎への襲撃

ルイの後を継いだ弟シャルル10世は議会政治を理解せず、自分の意に従う側近を大臣に任命し、議会を左右しようと考えていた。そして亡命貴族の財産を取り戻し、その貴族層の支持を得てブルボン朝の安泰を図ろうとした。
1829年8月8日、シャルル10世はジュール・ド・ポリニャックを首相に就けたが、ポリニャック内閣と議会は対立したため、1830年3月19日に議会を停会し、5月16日には解散した。シャルル10世は国内の不満をそらす目的で、1830年7月にアルジェリア侵略を始めた（これが1960年代まで続くフランス領アルジェリア植民地の端緒となる）。国内では6月23日から7月19日にかけて選挙が行われたが、アルジェリアへの遠征で勝利を収めていたにもかかわらず政府側は敗北することとなった（反政府派274議席に対して145議席）。
その直後の7月25日、内相となったペイロンネの発案でポリニャックが準備した「四箇の勅令」をシャルル10世は承認した。「四箇の勅令」は、1.出版の自由の停止、2.未招集になっている議会の解散、3.地租のみを選挙資格の要件とする選挙法の改定、4.次期選挙日を9月下旬とする4項目で、7月26日に政府機関紙『モニトゥール』に発表された。
これに対して、まず新聞記者が反発し、43人の新聞記者が『ナショナル』紙の編集局に集まりアドルフ・ティエールが起草した新聞の発行を継続する声明文に署名した。この声明文は広場、市場、酒場などで読み上げられ、翌7月27日には『ナショナル』など野党系の各紙に掲載された。印刷所の工場閉鎖に続き、実業家や商人も民衆が街頭デモに参加するよう店を閉めた。このときシャルル10世はサン＝クルー城で狩猟をしていた。
仕事場が閉鎖されたことで失業した印刷工をはじめとする労働者は街に出て、民衆はあふれ出し、軍隊が出動した頃には、主要な通りは倒された馬車や木、家具などのバリケードで封鎖されていた。さらに労働者を中心とする暴動に理工科大学の学生も加わって広がりを見せた。
シャルル10世はオーギュスト・マルモン元帥に鎮圧を命じると、彼はテュイルリー宮殿に本部を置いてパリの主要拠点を占拠した。
7月28日、共和派が市庁舎やノートルダム聖堂を占拠する一方、マルモン元帥が出動させた軍隊は少しずつバリケードを撤去していった。しかし、兵士は共和派の抵抗を受け、食事や給水も困難で、極度の疲労と飢餓により死者が続出し士気も低下していった。ヴィクトワールの第一連隊が戦闘を放棄すると、いくつかの連隊が寝返って形勢が逆転した。
自由派代議員は抗議文をマルモン元帥に提出し、勅令の撤回や閣僚の入れ替えを要求したが隣室で聞いていたポリニャック首相は受け入れなかった。そのため自由派代議員も銀行家ラフィット邸に集まり政権打倒の結論に至った。
7月29日、スイス人傭兵の守るルーブル宮殿が民衆の襲撃によって陥落し、軍隊はパリを放棄して撤退した。29日午後には約30人の代議員がラフィット邸に集まり、ラファイエットを国民軍司令官とし、市委員会という臨時政府を樹立することを決議した。
一方、29日午後、シャルル10世は勅令を撤回して、ポリニャックを罷免し、モルマール公を首相に任命したが、時すでに遅かった。
栄光の三日間の後、パレ・ブルボンの代議院には自由派議員が集まり、国王をルイ・フィリップとすることで意見がまとまりつつあった。一方、市庁舎に集まった共和派の人々は共和制の樹立を準備していた。両者は対立したが、ルイ・フィリップが共和派の拠点の市庁舎に向かい、共和派の人々が信頼するラファイエット将軍とともに姿を現し、民衆の歓呼の声に迎えられた。
8月2日にシャルル10世は退位し、翌8月3日に貴族院と代議院の合同会議が開かれた。ルイ・フィリップがシャルル10世の退位を宣言し、シャルル10世はイギリスに亡命した。
8月7日にルイ・フィリップは代議院から国王として招聘する宣言を受け、8月9日に戴冠式を行った。

## 各国への影響
フランス7月革命の報はヨーロッパ各国に伝播し、革命運動に影響を与えた。
ウィーン会議の結果、旧オランダ共和国とともにオランダ連合王国に統合されていた南ネーデルラントでは、オランダの支配に対してブリュッセルで暴動が発生した。結果として、イギリスをはじめとする列強諸国は南部の独立を認め、翌1831年にドイツの小領邦君主の一族であるザクセン＝コーブルク＝ゴータ家の出身でイギリス王室ともロシアともつながりのあるレオポルド1世を国王に迎えて、ベルギー王国が独立を果たした（ベルギー独立革命）。なお、オランダが最終的に独立を承認し、領土問題が解決したのは1839年であった。
ポーランドは当時、ポーランド立憲王国という一種の立憲君主国であったが、事実上ロシア帝国の傀儡国家であり属国であった。7月革命を受けて、ロシアによる支配に対する不満という形で、民族主義者や自由主義者がワルシャワで革命を起こした（11月蜂起）。この革命はロシア軍によって鎮圧され、以後ポーランドの民族運動は逼塞した。
イタリアでは、カルボナリがナポリ・ピエモンテでの革命以来の復活を果たしたが、このカルボナリの蜂起はオーストリア軍によってすぐに鎮圧された。しかしカルボナリの理念は、自由主義者として即位したサルデーニャ王カルロ・アルベルトによって引き継がれ、後にリソルジメントとして結実する。
ウィーン体制は全面的な崩壊こそ免れたものの、部分的には大きく揺らぐことになった。なお、ウィーン体制が全面的に崩壊するのは1848年革命の時であった。

## 芸術作品への影響

7月革命のイメージ『民衆を導く自由の女神』ウジェーヌ・ドラクロワ 1830年 ルーヴル美術館所蔵

- ウジェーヌ・ドラクロワは、フランス7月革命におけるパリ市街戦を題材として『民衆を導く自由の女神』を表した。これは7月革命をテーマとして書かれた絵画の中では最も有名な作品である。なお、この絵画の中に描かれているピストルを持った少年は、ヴィクトル・ユーゴーの小説『レ・ミゼラブル』の登場人物の一人ガヴローシュのモデルとなったとされている。
- フレデリック・ショパンは、故郷ポーランドの革命がロシア軍に圧殺されたと聞くと大変悲しみ、また憤り、この革命をテーマとして『革命のエチュード』（「12の練習曲」作品10の第12番ハ短調）を作曲した。
- ハンス・クリスチャン・アンデルセンは、短編小説集『絵のない絵本』第五夜の「月のくれたお話」として、フランス7月革命で勇敢に戦い宮殿の玉座の間で命を落とした無名の少年とその母親の物語を描いている。
- エクトル・ベルリオーズは1840年に、政府の委嘱により7月革命10周年を記念する式典のための大規模な管弦楽作品『葬送と勝利の大交響曲』作品15を作曲した。